# S型小惑星

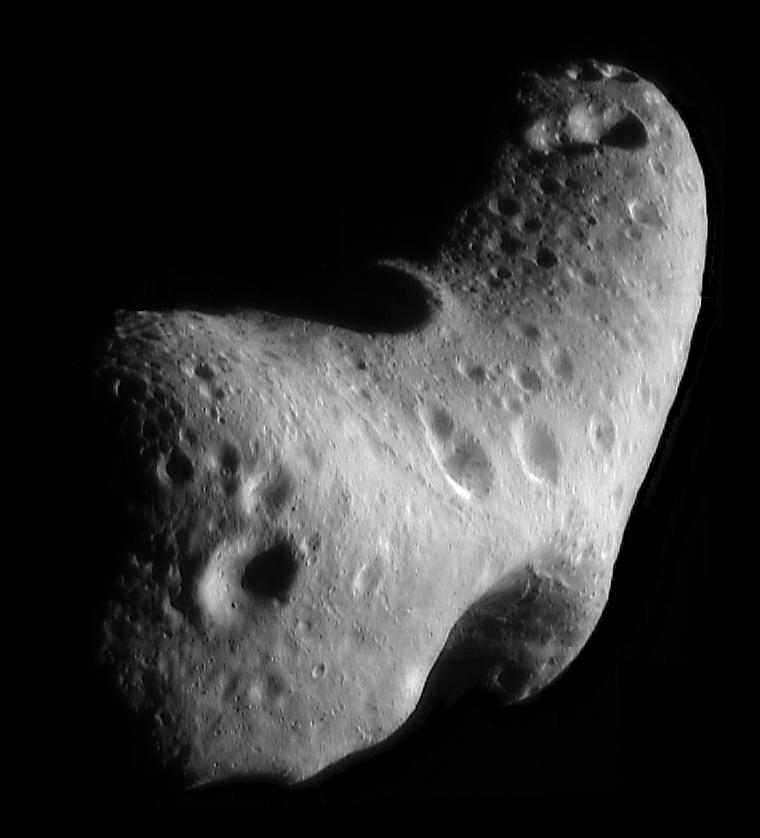
S型小惑星エロス

S型小惑星（ sがたしょうわくせい）は、ケイ酸鉄やケイ酸マグネシウムなどの石質の物質を主成分とする小惑星であり、既知の小惑星の約17パーセントを占める。「S」は英語で石質を意味する形容詞「Stony」あるいはケイ素質を意味する形容詞「Silicaceous」に由来する。
S型小惑星は鉄やマグネシウムなどのケイ酸塩にニッケルや鉄などの金属物が混合した化学組成を持ち、アルベドは0.10から0.22の間にあって比較的明るい外観をしている。主に火星と木星の間にある小惑星帯の中央より内側の軌道を周回しており、この軌道を周回する小惑星の大多数がS型小惑星である。

## 代表的なS型小惑星
- ジュノー - 初めて発見されたS型小惑星。
- ガスプラ - 初めて探査機（ガリレオ）による接近観測が行われた小惑星。
- エロス - 探査機（NEAR）が着陸した初の小惑星。
- イトカワ - 小惑星探査機（はやぶさ）によるサンプルリターンが行われた初の小惑星。